# بحيرة سيلفر (نيويورك)
بحيرة سيلفر، هي بحيرة تقع بالقرب من بيري، نيويورك. وهي واحدة من عدة بحيرات صغيره في المنطقة (على سبيل المثال بحيرات وأنيتا ولاموكا). تقع البحيرة الفضية غرب بحيرة كونيسوس، ويبدو أنها مؤهلة لتكون بحيرة فنجر لأنها تقع في مستجمعات المياه في البحيرات العظمى.
أنواع الأسماك الموجودة في البحيرة هي: البلد الاسود، والبايك الشمالي، سمكة الفم الصغير، وسمك الخيشوم، وسمك شمس، اليقطين، والسمك الروسي الأصفر، والكرابي الأسود، والسمك الصخري.